# Губча
Губча (укр. Губча) — село в Староконстантиновском районе Хмельницкой области Украины.
Население по переписи 2001 года составляло 530 человек. Почтовый индекс — 31114. Телефонный код — 3854. Занимает площадь 1,557 км². Код КОАТУУ — 6824289101.

## Местный совет
31115, Хмельницкая обл., Староконстантиновский р-н, с. Губча